# Segunda Batalha de Ben Yauad
A Segunda Batalha de Bin Jawad foi uma batalha ocorrida durante a Guerra Civil Líbia de 2011 entre as forças leais ao ex-líder líbio Muammar Gaddafi e as forças leais ao Conselho Nacional de Transição pelo controle da cidade de Bin Jawad.

## Desenvolvimento da batalha
As forças do Conselho Nacional de Transição conseguiram avançar para os arredores de Bin Jawad em 23 de agosto depois de retomar Brega e Ras Lanuf no dia anterior, mas foram incapazes progredir devido à forte resistência lealista na área.
Em 24 de agosto, um pesado bombardeio de artilharia levou os rebeldes a recuar 20 km de Bin Jawad para Sidra. As tropas rebeldes se reagruparam e contra-atacaram, mas as forças gaddafistas emboscaram as forças rebeldes que avançavam novamente em Bin Jawad, em uma repetição de uma derrota anterior em março. Vinte combatentes rebeldes morreram nos confrontos, com um número indeterminado de baixas lealistas.
No dia seguinte, as forças leais ao Conselho Nacional de Transição recuaram para Ra's Lanuf fora do alcance da artilharia e se prepararam para outro avanço ao longo da costa em direção a Bin Jawad e seu objetivo final, Sirte.
Em 27 de agosto, outra ofensiva teve inicio em direção a Bin Jawad, desta vez expulsando com sucesso as tropas lealistas que se retiraram para Sirte, e Bin Jawad caiu inteiramente para as forças rebeldes.
Assim, as forças rebeldes começariam a avançar em direção a Sirte no dia seguinte.